# Hanus Sørensen
Hanus Sørensen (Tórshavn, 19 febbraio 2001) è un calciatore faroese, difensore del Celje e della nazionale faroese.

## Carriera

### Club
Dopo aver giocato in patria nel calciomercato invernale della stagione 2024-2025 si è trasferito nella prima divisione slovena al Celje.

### Nazionale
Ha giocato nelle nazionali giovanili Under-17, Under-19 ed Under-21 delle Fær Øer, per poi nel 2022 esordire in nazionale maggiore.

## Statistiche

### Cronologia presenze e reti in nazionale
| Cronologia completa delle presenze e delle reti in nazionale ― Fær Øer | Cronologia completa delle presenze e delle reti in nazionale ― Fær Øer | Cronologia completa delle presenze e delle reti in nazionale ― Fær Øer | Cronologia completa delle presenze e delle reti in nazionale ― Fær Øer | Cronologia completa delle presenze e delle reti in nazionale ― Fær Øer | Cronologia completa delle presenze e delle reti in nazionale ― Fær Øer | Cronologia completa delle presenze e delle reti in nazionale ― Fær Øer | Cronologia completa delle presenze e delle reti in nazionale ― Fær Øer |
| Data                                                                   | Città                                                                  | In casa                                                                | Risultato                                                              | Ospiti                                                                 | Competizione                                                           | Reti                                                                   | Note                                                                   |
| ---------------------------------------------------------------------- | ---------------------------------------------------------------------- | ---------------------------------------------------------------------- | ---------------------------------------------------------------------- | ---------------------------------------------------------------------- | ---------------------------------------------------------------------- | ---------------------------------------------------------------------- | ---------------------------------------------------------------------- |
| 16-11-2022                                                             | Olomouc                                                                | Rep. Ceca                                                              | 5 – 0                                                                  | Fær Øer                                                                | Amichevole                                                             | -                                                                      | 71’                                                                    |
| 27-3-2023                                                              | Skopje                                                                 | Macedonia del Nord                                                     | 1 – 0                                                                  | Fær Øer                                                                | Amichevole                                                             | -                                                                      |                                                                        |
| 17-6-2023                                                              | Tórshavn                                                               | Fær Øer                                                                | 0 – 3                                                                  | Rep. Ceca                                                              | Qual. Euro 2024                                                        | -                                                                      | 58’                                                                    |
| 20-6-2023                                                              | Tórshavn                                                               | Fær Øer                                                                | 1 – 3                                                                  | Albania                                                                | Qual. Euro 2024                                                        | -                                                                      |                                                                        |
| 16-11-2023                                                             | Oslo                                                                   | Norvegia                                                               | 2 – 0                                                                  | Fær Øer                                                                | Amichevole                                                             | -                                                                      | 80’                                                                    |
| 22-3-2024                                                              | Tórshavn                                                               | Fær Øer                                                                | 4 – 0                                                                  | Liechtenstein                                                          | Amichevole                                                             | -                                                                      | 46’                                                                    |
| 26-3-2024                                                              | Brøndbyvester                                                          | Danimarca                                                              | 2 – 0                                                                  | Fær Øer                                                                | Amichevole                                                             | -                                                                      |                                                                        |
| 8-6-2024                                                               | Tallinn                                                                | Estonia                                                                | 4 – 1                                                                  | Fær Øer                                                                | Coppa del Baltico 2024                                                 | -                                                                      | 89’                                                                    |
| 11-6-2024                                                              | Liepāja                                                                | Lettonia                                                               | 1 – 0                                                                  | Fær Øer                                                                | Coppa del Baltico 2024                                                 | -                                                                      | 66’                                                                    |
| 7-9-2024                                                               | Tórshavn                                                               | Fær Øer                                                                | 1 – 1                                                                  | Macedonia del Nord                                                     | UEFA Nations League 2024-2025 - 1º turno                               | -                                                                      |                                                                        |
| 10-9-2024                                                              | Riga                                                                   | Lettonia                                                               | 1 – 0                                                                  | Fær Øer                                                                | UEFA Nations League 2024-2025 - 1º turno                               | -                                                                      |                                                                        |
| 10-10-2024                                                             | Tórshavn                                                               | Fær Øer                                                                | 2 – 2                                                                  | Armenia                                                                | UEFA Nations League 2024-2025 - 1º turno                               | -                                                                      | 82’                                                                    |
| 13-10-2024                                                             | Tórshavn                                                               | Fær Øer                                                                | 1 – 1                                                                  | Lettonia                                                               | UEFA Nations League 2024-2025 - 1º turno                               | 1                                                                      |                                                                        |
| 14-11-2024                                                             | Erevan                                                                 | Armenia                                                                | 0 – 1                                                                  | Fær Øer                                                                | UEFA Nations League 2024-2025 - 1º turno                               | -                                                                      | 62’                                                                    |
| 17-11-2024                                                             | Skopje                                                                 | Macedonia del Nord                                                     | 1 – 0                                                                  | Fær Øer                                                                | UEFA Nations League 2024-2025 - 1º turno                               | -                                                                      | 85’                                                                    |
| 22-3-2025                                                              | Hradec Králové                                                         | Rep. Ceca                                                              | 2 – 1                                                                  | Fær Øer                                                                | Qual. Mondiali 2026                                                    | -                                                                      | 69’ 79’                                                                |
| 25-3-2025                                                              | Nikšić                                                                 | Montenegro                                                             | 1 – 0                                                                  | Fær Øer                                                                | Qual. Mondiali 2026                                                    | -                                                                      | 46’                                                                    |
| 5-6-2025                                                               | Tbilisi                                                                | Georgia                                                                | 1 – 0                                                                  | Fær Øer                                                                | Amichevole                                                             | -                                                                      |                                                                        |
| 9-6-2025                                                               | Tórshavn                                                               | Fær Øer                                                                | 2 – 1                                                                  | Gibilterra                                                             | Qual. Mondiali 2026                                                    | -                                                                      | 64’                                                                    |
| Totale                                                                 |                                                                        | Presenze                                                               | 19                                                                     |                                                                        | Reti                                                                   | 1                                                                      |                                                                        |

## Palmarès

### Club

#### Competizioni nazionali
- Coppa delle Fær Øer: 2

HB Tórshavn: 2023, 2024
- Supercoppa delle Fær Øer: 1

HB Tórshavn: 2024
- Coppa di Slovenia: 1

Celje: 2024-2025